# Rafel Pol
Rafel Pol Cabanellas(Campanet, 13 januari 1987) is een Spaanse voetbaltrainer. Hij is zijn hele carrière al trainer in de staf van Luis Enrique. Samen wonnen ze in 2015 met FC Barcelona en in 2025 met Paris Saint-Germain de UEFA Champions League.

## Carrière
Rafel Pol Cabanellas begon zijn loopbaan als fysieke trainer in 2011 bij AS Roma, waar hij onder hoofdtrainer Luis Enrique werkte. In 2013 volgde hij Enrique naar Celta de Vigo en een jaar later naar FC Barcelona, waar hij van 2014 tot 2017 actief was. In het seizoen 2017/18 keerde hij terug naar Celta de Vigo als fysieke trainer onder Juan Carlos Unzué.
In 2018 maakte Pol de overstap naar het Spaanse nationale elftal, waar hij tot 2022 als fysieke trainer fungeerde onder achtereenvolgens Luis Enrique, Robert Moreno en Luis de la Fuente. Vervolgens werd hij in februari 2022 benoemd tot assistent-trainer van Spanje, wederom onder Enrique.
In juli 2023 volgde hij Luis Enrique naar Paris Saint-Germain, waar hij sindsdien actief is als assistent-trainer.

## Erelijst

### Als assistent-trainer
FC Barcelona:
- Primera División: 2014/15, 2015/16
- Copa del Rey: 2014/15, 2015/16, 2016/17
- Supercopa de España: 2016
- UEFA Champions League: 2014/15
- UEFA Super Cup: 2015
- FIFA Club World Cup: 2015

 Paris Saint-Germain:
- Ligue 1: 2023/24, 2024/25
- Coupe de France: 2023/24, 2024/25
- Trophée des Champions: 2023, 2024
- UEFA Champions League: 2024/25

 Spanje:
- UEFA Nations League: 2022/23